# Eurytetranychoides
Eurytetranychoides är ett släkte av spindeldjur. Eurytetranychoides ingår i familjen Tetranychidae.
Kladogram enligt Catalogue of Life:
| Eurytetranychoides | \| \| Eurytetranychoides japonicus \| \| \| \| \| \| Eurytetranychoides thujae \| \| \| \| |
|                    | \| \| Eurytetranychoides japonicus \| \| \| \| \| \| Eurytetranychoides thujae \| \| \| \| |
|                    | Eurytetranychoides japonicus                                                               |
|                    |                                                                                            |
|                    | Eurytetranychoides thujae                                                                  |
|                    |                                                                                            |